# Corea en los Juegos Olímpicos
Corea es la denominación que el Comité Olímpico Internacional (COI) usa para el equipo olímpico formado por deportistas de Corea del Norte y Corea del Sur, que compitieron conjuntamente en 2018. Está representado por el Comité Olímpico de la República Popular Democrática de Corea (PRK) y el Comité Olímpico Coreano (KOR), ambos miembros del COI.
El equipo olímpico ha participado en los Juegos Olímpicos de Pyeongchang 2018, siendo esta su primera y única aparición en los Juegos Olímpicos de Invierno.
En los Juegos Olímpicos de Verano no ha participado en ninguna edición.

## Medallero

### Por edición
Juegos Olímpicos de Invierno
| Evento           | Oro | Plata | Bronce | Total |
| ---------------- | --- | ----- | ------ | ----- |
| Pyeongchang 2018 | 0   | 0     | 0      | 0     |
| TOTAL            | 0   | 0     | 0      | 0     |